# Konwent Seniorów

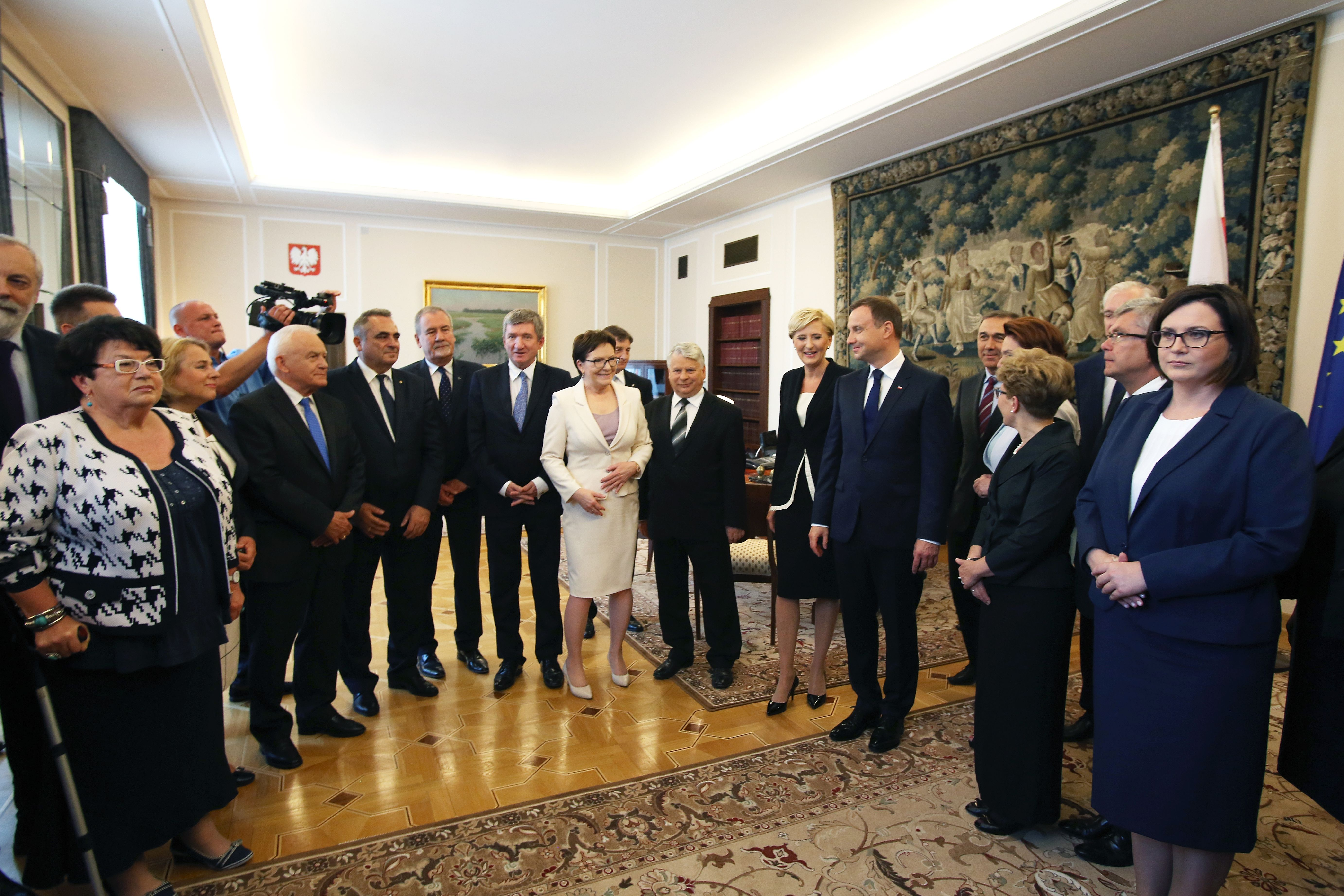
Prezydent Andrzej Duda podczas spotkania z członkami Konwentów Seniorów Sejmu i Senatu i premier Ewą Kopacz w gmachu Sejmu (2015)

Konwent Seniorów (łac. conventus – zgromadzenie, senior – starszy) – organ Sejmu oraz Senatu Rzeczypospolitej Polskiej.

## Sejm Rzeczypospolitej Polskiej
Jest to organ zapewniający współdziałanie klubów poselskich w sprawach związanych z działalnością i tokiem prac Sejmu, a także sprawuje funkcję doradczą wobec Marszałka Sejmu i Prezydium Sejmu.

### Skład
W skład Konwentu Seniorów wchodzą:
- Marszałek Sejmu,
- wicemarszałkowie Sejmu,
- przedstawiciele klubów parlamentarnych; klubów poselskich oraz porozumień poselskich reprezentujących co najmniej 15 posłów oraz kół poselskich reprezentujących w dniu rozpoczęcia kadencji Sejmu osobną listę wyborczą (art. 15 ust. 1 Regulaminu Sejmu).

W posiedzeniach Konwentu Seniorów bierze udział z głosem doradczym także Szef Kancelarii Sejmu, a z inicjatywy Marszałka bądź na wniosek członków Konwentu na posiedzenie mogą zostać zaproszone również inne osoby.

### Zadania
Konwent Seniorów jest zwoływany przez Marszałka Sejmu, by zaopiniować m.in. projekty planów prac Sejmu, projekty porządku dziennego poszczególnych posiedzeń Sejmu i ich terminy, wnioski co do trybu dyskusji nad poszczególnymi punktami porządku dziennego posiedzenia Sejmu, wnioski co do wyboru przez Sejm jego organów, zadania i przebieg pracy Kancelarii Sejmu lub inne sprawy przekazane przez Marszałka lub Prezydium Sejmu.

### Skład Konwentu Seniorów X kadencji Sejmu
W skład Konwentu Seniorów X kadencji Sejmu wchodzą:
- Szymon Hołownia (Polska 2050) – marszałek Sejmu
- Dorota Niedziela (Koalicja Obywatelska) – wicemarszałek Sejmu
- Monika Wielichowska (Koalicja Obywatelska) – wicemarszałek Sejmu
- Piotr Zgorzelski (Polskie Stronnictwo Ludowe) – wicemarszałek Sejmu
- Włodzimierz Czarzasty (Lewica) – wicemarszałek Sejmu
- Krzysztof Bosak (Konfederacja) – wicemarszałek Sejmu
- Mariusz Błaszczak (Prawo i Sprawiedliwość) – przewodniczący klubu
- Zbigniew Konwiński (Koalicja Obywatelska) – przewodniczący klubu
- Paweł Śliz (Polska 2050) – przewodniczący klubu
- Piotr Zgorzelski (Polskie Stronnictwo Ludowe) – przewodniczący klubu
- Anna Maria Żukowska (Lewica) – przewodnicząca klubu
- Grzegorz Płaczek (Konfederacja) - przewodniczący klubu

## Senat Rzeczypospolitej Polskiej
Jest to organ zapewniający współdziałanie klubów senackich i kół senackich w sprawach związanych z działalnością i tokiem prac Senatu, a także sprawuje funkcję doradczą wobec Marszałka Senatu i Prezydium Senatu.

### Skład
W skład Konwentu Seniorów wchodzą:
- Marszałek Senatu,
- wicemarszałkowie Senatu,
- przedstawiciele klubów parlamentarnych, klubów i porozumień senackich skupiających minimum 7 senatorów.

W posiedzeniach biorą udział z głosem doradczym Szef Kancelarii Senatu oraz osoby zaproszone przez Marszałka.

### Zadania
Konwent Seniorów jest zwoływany przez Marszałka Senatu i wykonuje swoje zadania poprzez opiniowanie projektów porządku obrad Senatu, opiniowanie planu pracy oraz wypowiadanie się w sprawie terminów posiedzeń Senatu, wskazywanie potrzebnych inicjatyw ustawodawczych i rozpatrywanie oraz przedstawianie wniosków w sprawie sposobu prowadzenia dyskusji lub obrad Senatu.

### Skład Konwentu Seniorów XI kadencji Senatu
W skład Konwentu Seniorów XI kadencji Senatu wchodzą:
- Małgorzata Kidawa-Błońska (Koalicja Obywatelska) – marszałek Senatu
- Rafał Grupiński (Koalicja Obywatelska) – wicemarszałek Senatu
- Michał Kamiński (Trzecia Droga) – wicemarszałek Senatu
- Maciej Żywno (Trzecia Droga) – wicemarszałek Senatu
- Magdalena Biejat (Lewica) – wicemarszałek Senatu
- Stanisław Karczewski (Prawo i Sprawiedliwość) – przewodniczący klubu
- Tomasz Grodzki (Koalicja Obywatelska) – przewodniczący klubu
- Waldemar Pawlak (Trzecia Droga) – przewodniczący klubu
- Anna Górska lub Maciej Kopiec – przewodniczący klubu Lewicy

## Skład Konwentu Seniorów w poprzednich kadencjach
Skład Konwentu Seniorów poprzednich kadencji Sejmu i Senatu Rzeczypospolitej Polskiej:
| Kadencja Sejmu     | Sejm | Kadencja Senatu     | Senat |
| ------------------ | --- | ------------------- | --- |
| Sejm I kadencji    | | Senat II kadencji   | |
| Sejm II kadencji   | | Senat III kadencji  | - Adam Struzik – Marszałek Senatu - Ryszard Czarny – Wicemarszałek Senatu (pełnił funkcję do 16.03.1995 r.) - Stefan Jurczak – Wicemarszałek Senatu - Zofia Kuratowska – Wicemarszałek Senatu - Grzegorz Kurczuk – Wicemarszałek Senatu (pełnił funkcję od 16.03.1995 r.) - Przedstawiciel Sojuszu Lewicy Demokratycznej Klubu Parlamentarnego - Przedstawiciel Klubu Parlamentarnego Polskiego Stronnictwa Ludowego - Przedstawiciel Klubu Senackiego NSZZ „Solidarność” - Przedstawiciel Klubu Senatorów Niezależnych (do 1.06.1994 r.) - Przedstawiciel Senatorskiego Klubu Demokratycznego (od 1.06.1994 r.) |
| Sejm III kadencji  | | Senat IV kadencji   | - Alicja Grześkowiak – Marszałek Senatu - Andrzej Chronowski – Wicemarszałek Senatu (pełnił funkcję do 3 października 2000 r.) - Tadeusz Rzemykowski – Wicemarszałek Senatu - Donald Tusk – Wicemarszałek Senatu - Marcin Tyrna – Wicemarszałek Senatu (pełnił funkcję od 3 października 2000 r.) - Przedstawiciel Klubu Senatorskiego Akcji Wyborczej Solidarność - Przedstawiciel Klubu Parlamentarnego Sojuszu Lewicy Demokratycznej - Przedstawiciel Klubu Demokratycznego Senatu |
| Sejm IV kadencji   | | Senat V kadencji    | - Longin Pastusiak – Marszałek Senatu - Jolanta Danielak – Wicemarszałek Senatu - Ryszard Jarzembowski – Wicemarszałek Senatu - Kazimierz Kutz – Wicemarszałek Senatu - Przedstawiciel Klubu Senackiego Sojuszu Lewicy Demokratycznej – Unii Pracy „Lewica Razem” - Przedstawiciel Klubu Senatorskiego – Blok Senat 2001 oraz Koła Senackiego Unii Wolności - Przedstawiciel Klubu Senackiego Socjaldemokracji Polskiej |
| Sejm V kadencji    | | Senat VI kadencji   | - Bogdan Borusewicz – Marszałek Senatu - Ryszard Legutko – Wicemarszałek Senatu - Maciej Płażyński – Wicemarszałek Senatu - Krzysztof Putra – Wicemarszałek Senatu – zmarł 10.04.2010 r. - Marek Ziółkowski – Wicemarszałek Senatu - Krzysztof Putra (PiS) – wiceprzewodniczący Klubu do spraw senackich – zmarł 10.04.2010 r. - Stefan Niesiołowski (PO) – przewodniczący Klubu - Ryszard Janusz Bender (Senatorski Klub Narodowy) – przewodniczący Klubu |
| Sejm VI kadencji   | - Grzegorz Schetyna (PO) – marszałek Sejmu RP - Ewa Kierzkowska (PSL) – wicemarszałek Sejmu RP - Marek Kuchciński (PiS) – wicemarszałek Sejmu RP - Stefan Niesiołowski (PO) – wicemarszałek Sejmu RP - Jerzy Wenderlich (SLD) – wicemarszałek Sejmu RP - Mariusz Błaszczak (PiS) – przewodniczący klubu - Grzegorz Napieralski (SLD) – przewodniczący klubu - Paweł Poncyljusz (PJN) – przewodniczący klubu - Tomasz Tomczykiewicz (PO) – przewodniczący klubu - Stanisław Żelichowski (PSL) – przewodniczący klubu                                                     | Senat VII kadencji  | - Bogdan Borusewicz – Marszałek Senatu - Zbigniew Romaszewski – Wicemarszałek Senatu - Grażyna Sztark – Wicemarszałek Senatu - Marek Ziółkowski – Wicemarszałek Senatu - Stanisław Karczewski (PiS) – reprezentant Klubu Parlamentarnego Prawo i Sprawiedliwość - Marek Rocki (PO) – przewodniczący Klubu |
| Sejm VII kadencji  | - Małgorzata Kidawa-Błońska (PO) – marszałek Sejmu RP - Elżbieta Radziszewska (PO) – wicemarszałek Sejmu RP - Eugeniusz Grzeszczak (PSL) – wicemarszałek Sejmu RP - Marek Kuchciński (PiS) – wicemarszałek Sejmu RP - Wanda Nowicka (posłanka niezrzeszona) – wicemarszałek Sejmu RP - Jerzy Wenderlich (SLD) – wicemarszałek Sejmu RP - Mariusz Błaszczak (PiS) – przewodniczący klubu - Jan Bury (PSL) – przewodniczący klubu - Jarosław Gowin (ZP) – przewodniczący klubu - Rafał Grupiński (PO) – przewodniczący klubu - Leszek Miller (SLD) – przewodniczący klubu | Senat VIII kadencji | - Bogdan Borusewicz (PO) – marszałek Senatu RP - Stanisław Karczewski (PiS) – wicemarszałek Senatu RP - Maria Pańczyk-Pozdziej (PO) – wicemarszałek Senatu RP - Jan Wyrowiński (PO) – wicemarszałek Senatu RP - przedstawiciel klubu Parlamentarnego Platforma Obywatelska - przedstawiciel klubu Parlamentarnego Prawo i Sprawiedliwość |
| Sejm VIII kadencji | - Elżbieta Witek (PiS) – marszałek Sejmu RP - Małgorzata Gosiewska (PiS) – wicemarszałek Sejmu RP - Ryszard Terlecki (PiS) – wicemarszałek Sejmu RP, przewodniczący klubu - Małgorzata Kidawa-Błońska (PO-KO) – wicemarszałek Sejmu RP - Barbara Dolniak (PO-KO) – wicemarszałek Sejmu RP - Stanisław Tyszka (Kukiz’15) – wicemarszałek Sejmu RP - Sławomir Neumann (PO-KO) – przewodniczący klubu - Paweł Kukiz (Kukiz’15) – przewodniczący klubu - Władysław Kosiniak-Kamysz (PSL) – przewodniczący klubu                                                             | Senat IX kadencji   | - Stanisław Karczewski (PiS) – marszałek Senatu - Marek Pęk (PiS) – wicemarszałek Senatu - Bogdan Borusewicz (PO-KO) – wicemarszałek Senatu - Maria Koc (PiS) – wicemarszałek Senatu - Michał Seweryński (PiS) – wicemarszałek Senatu - przedstawiciele Klubu Parlamentarnego Prawo i Sprawiedliwość - przedstawiciele Klubu Parlamentarnego Platforma Obywatelska-Koalicja Obywatelska |
| Sejm IX kadencji   | - Elżbieta Witek – marszałek Sejmu - Ryszard Terlecki (PiS) – wicemarszałek Sejmu, przewodniczący klubu - Małgorzata Gosiewska (PiS) – wicemarszałek Sejmu - Małgorzata Kidawa-Błońska (KO) – wicemarszałek Sejmu - Włodzimierz Czarzasty (Lewica) – wicemarszałek Sejmu - Piotr Zgorzelski (KP) – wicemarszałek Sejmu - Borys Budka (KO) – przewodniczący klubu - Krzysztof Gawkowski (Lewica) – przewodniczący klubu - Władysław Kosiniak-Kamysz (KP) – przewodniczący klubu - Krzysztof Bosak (Konfederacja) – przewodniczący koła                                   | Senat X kadencji    | - Tomasz Grodzki (KO) – marszałek Senatu - Bogdan Borusewicz (KO) – wicemarszałek Senatu - Michał Kamiński (KP) – wicemarszałek Senatu - Marek Pęk (PiS) – wicemarszałek Senatu - Gabriela Morawska-Stanecka (KO) – wicemarszałek Senatu - Marek Martynowski (PiS) – przewodniczący klubu - Marcin Bosacki (KO) – przewodniczący klubu |